# 40 millions d'automobilistes
40 millions d'automobilistes est une association loi de 1901 française dont l'objet est de porter la parole des automobilistes et de défendre leurs intérêts. Elle a été fondée en 2005 à l'initiative de l'Automobile Club de l'Ouest, dont elle est une filiale.

## Historique
En 2005, l'Automobile Club de l'Ouest (ACO), association qui organise des courses automobiles et défend les intérêts de ses adhérents, crée une association filiale dont l'objectif est de « défendre la place de l'automobile dans le monde de demain ». L'ACO s'oppose alors à la mise en place des radars automatiques, déployés en France à partir d'octobre 2003,.
40 millions d'automobilistes est présidée depuis sa création par des administrateurs de l'ACO : René Queffélec, Louis Derboulle (nommé en 2010), Daniel Quéro (nommé en 2012). En juin 2022, Philippe Nozière est élu président de l’association 40 millions d’automobilistes.
Son site web est lancé en avril 2006, suivi par les premières interventions médiatiques qui reprennent les positions de l'ACO, portées par son délégué général Laurent Hecquet, précédemment responsable « vie associative » au sein de cette structure.
Pierre Chasseray, ancien directeur de cabinet de Philippe Douste-Blazy au secrétariat général de l'UMP et ancien responsable des relations avec la presse du WWF France, succède en 2012 à Laurent Hecquet au poste de délégué général et contribue à faire de 40 millions d'automobilistes un incontournable des médias.

## Membres et soutiens
En 2014, 40 millions d'automobilistes revendique 320 000 adhérents, un décompte sujet à caution dans la mesure où un don unique à l'association suffit pour être membre, et où l'adhésion à une ACO vaut adhésion gratuite.
Selon son délégué général interrogé en juillet 2018, 40 millions d'automobilistes revendique « 150 000 donateurs » et un budget annuel de 380 000 euros : « 100 000 euros de la part des ACO et le reste, ce sont des dons d'entreprises ».

## Actions de représentation
En 2009, l'association intègre, lors de sa création, le comité des usagers du réseau routier national. Elle y est l'une des deux associations représentant les automobilistes, et y défend ses positions.

## Campagnes et actions médiatiques
Régulièrement, 40 millions d'automobilistes lance des campagnes médiatiques sur différents sujets, sollicitant les automobilistes à travers leurs témoignages, ou en leur demandant d'agir de façon symbolique : rejet des baisses de limites de vitesse et des radars, état des infrastructures, prix des carburants, tarifs autoroutiers, restrictions de circulation en ville.
En septembre 2018, 40 millions d'automobilistes crée un « comité indépendant d'évaluation des 80 km/h », qui se donne « pour mission de mesurer l'efficacité et la pertinence de la baisse de la limitation de vitesse de 90 à 80 km/h sur les routes du réseau secondaire en termes d'amélioration de la mortalité et de l'accidentalité routières »,. 
Ses publications sont vivement critiquées par le ministère de l'Intérieur, qui les qualifie d'infox à plusieurs reprises,,,.

## Prises de positions concernant les automobilistes
L'association  40 millions d'automobilistes s'oppose à :
- la baisse de la vitesse maximale autorisée sur le périphérique parisien, d'abord à 70 km/h[22] (2013), puis à 50 km/h[23] (2024) ;
- les mesures de restriction de la circulation routière des véhicules motorisés lors de pics de pollution[24] ;
- la limitation de vitesse maximale autorisée sur route à 80 km/h sur le réseau secondaire[25] ; Pierre Chasseray annonce en septembre 2018 qu'il démissionnera de son poste de délégué général de l'association 40 millions d'automobilistes si la mortalité devait baisser à la suite de cette mesure, mais il ne le fait finalement pas malgré la baisse effective de la mortalité routière[26] ;
- les radars de contrôle de vitesse embarqués sur des véhicules privés[27] ;
- la généralisation de la circulation à 30 km/h en ville (dites Zone 30), d'abord dans Paris[28], puis de façon plus générale partout en France[29] ;
- l'interdiction de la circulation des véhicules Crit'Air 4 et 5 dans le Grand Paris[30],[31] ;
- la visite médicale régulière pour les titulaires d'un permis de conduire[32] ;
- les radars urbains[33] ;
- la vente de carburant automobile à un prix supérieur à 1,50 € par litre[34].

## Prises de positions concernant les cyclistes
L'association s'oppose aux pistes cyclables temporaires qu'elle assimile à une « ségrégation sociale par le fric ».
Dans un reportage consacré à la forte augmentation des procès verbaux d'infraction dressés à Paris en 2022 à la suite d'une campagne de la préfecture de police de Paris contre les incivilités cyclistes, Pierre Chasseray, porte-parole de l’association, considère que « la problématique, c’est qu’il y a une communauté cycliste qui pense qu’elle peut enfreindre la réglementation ».